# Vibraye
Vibraye är en kommun i departementet Sarthe i regionen Pays de la Loire i nordvästra Frankrike. Kommunen ligger i kantonen Vibraye som tillhör arrondissementet Mamers. År 2022 hade Vibraye 2 508 invånare.

## Befolkningsutveckling
Antalet invånare i kommunen Vibraye
| Referens: INSEE |